# Karlstad moské
Karlstad moské är en framtida moskébyggnad på Rud i Karlstad.
Stadsbyggnadsnämnden i Karlstads kommun beviljade moskén bygglov i november 2020, vilket överklagades. Länsstyrelsen godkände bygglov för moskén i februari 2021.